# Seznam archeologických památkových rezervací v Česku
Toto je seznam archeologických památkových rezervací v Česku.
Na konci roku 2022 se v Česku nacházelo 9 archeologických památkových rezervací.

## Seznam
| Název                                    | Okres         | Kraj         | Rejstříkové číslo | Rok vyhlášení |
| ---------------------------------------- | ------------- | ------------ | ----------------- | ------------- |
| Libodřický mohylník, Libodřice           | Kolín         | Středočeský  | 1016 (Pk)         | 1966          |
| Slavníkovská Libice, Libice nad Cidlinou | Nymburk       | Středočeský  | 1003 (Pk)         | 1961          |
| hradiště Levý Hradec, Roztoky            | Praha-západ   | Středočeský  | 1117 (Pk)         | 1956          |
| Oppidum, Třísov                          | Český Krumlov | Jihočeský    | 1004 (Pk)         | 1961          |
| hradiště Starý Loket, Tašovice           | Karlovy Vary  | Karlovarský  | 1017 (Pk)         | 1966          |
| Bílina                                   | Teplice       | Ústecký      | 1018 (Pk)         | 1966          |
| Oppidum, České Lhotice                   | Chrudim       | Pardubický   | 1013 (Pk)         | 1965          |
| Staré Zámky u Líšně                      | Brno-město    | Jihomoravský | 1019 (Pk)         | 1966          |
| Břeclav-Pohansko                         | Břeclav       | Jihomoravský | 1014 (Pk)         | 1965          |